# Вагон беспересадочного сообщения
Вагон беспересадочного сообщения (беспересадочный вагон) — пассажирский вагон, следующий в составе нескольких поездов с переприцепкой по одной или нескольким станциям. На некоторых маршрутах беспересадочные вагоны частично курсируют как самостоятельный поезд с собственным номером и на полноценной локомотивной тяге.

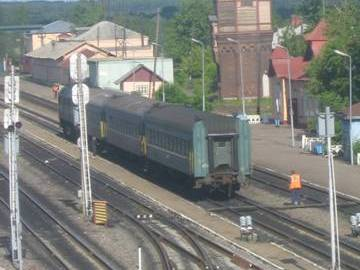
Пассажирские вагоны, стоящие на станции Сонково в ожидании локомотива

В России вагоны беспересадочного сообщения назначаются на тех направлениях, где пассажиропоток недостаточен для назначения прямого пассажирского поезда. Такие вагоны соединяют, в частности, крупные города-мегаполисы (Москву, Санкт-Петербург) с отдалёнными окраинами страны (Советская Гавань), с достаточно крупными городами, находящимися на непротяжённых тупиковых ответвлениях от магистральных линий (например, Бийск, Нижневартовск, Усть-Илимск или Чегдомын), с небольшими городами (Весьегонск, Углич).
При этом беспересадочные вагоны в город назначения могут прибывать по-разному. Например, в Бийск беспересадочные вагоны прибывают со станции Барнаул со скорым пригородным поездом локомотивной тяги «Калина красная», в Усть-Илимск — с поездом дальнего следования Иркутск-Усть-Илимск, с прицепкой вагонов как в Иркутске, так и в Тайшете, в Советскую Гавань — со станции Комсомольск-на-Амуре, где прицепляются к пассажирскому поезду Владивосток-Советская Гавань, а в Чегдомын — ранее прибывали маневровым составом со станции Новый Ургал, так как расстояние между станциями всего 10 км. В село Боровлянка Алтайского края в годы СССР ходили три вагона беспересадочного сообщения единым составом: до Бийска, Барнаула и Новосибирска. От Боровлянки в составе грузового поезда они шли до от станции Буланиха. На станции Буланиха эти вагоны прицеплялись соответственно к поездам Новосибирск-Бийск (до Бийска) и Бийск-Лениногорск (до Барнаула и Новосибирска) через Барнаул и Рубцовск. Позже, вагон, следующий на Новосибирск переприцепляся в Барнауле к поезду Лениногорск-Новосибирск.
Самые протяжённые беспересадочные маршруты в системе РЖД — 10 267 км: Москва ↔ Пхеньян через Хабаровск (беспересадочный вагон к поезду № 001/002 Москва ↔ Владивосток) и Киев → Владивосток (беспересадочные вагоны к поезду № 053/054 Харьков ↔ Владивосток) (отменены в 2010 году).
Также превышали рубеж в 10 000 км беспересадочные вагоны, которые курсировали до отмены в 2010 году: Днепропетровск ↔ Владивосток и Донецк ↔ Владивосток (к поезду № 053 «Харьков ↔ Владивосток»).
По правилам перевозок пассажиров на железнодорожном транспорте, утверждённым МПС России в 2002 году, проездные документы (билеты) в вагоны беспересадочного сообщения продаются, в первую очередь, пассажирам, следующим до пунктов назначения этих вагонов или пунктов, расположенных на участке отклонения от основного маршрута следования поезда, а для остальных пассажиров — только при наличии в них свободных мест в день отправления поезда.
Беспересадочные сообщения организуются как целыми поездами, так и отдельными вагонами. Беспересадочные сообщения могут осуществляться и при разной ширине рельсовой колеи путем соответствующей перестановки колесных пар (тележек) вагонов.
Вагоны могут иметь одну или несколько переприцепок. Также вагоны имеют самостоятельное освещение и соответствующий вид сцепки для удобства постановки вагонов в хвостовую часть поезда.
В зависимости от размеров пассажиропотока между теми или иными пунктами назначаются для обращения несколько пар пассажирских поездов ежедневно, одна пара или только группа вагонов. Если пассажиропоток невелик, то группа вагонов или даже один вагон может назначаться не каждый день, а через день или ещё реже.
Для ускорения перевозок и для создания больших удобств пассажирам беспересадочные сообщения устанавливаются между крупнейшими городами. На прочих узловых пунктах поезда различных назначений обмениваются отдельными беспересадочными вагонами. Кроме того, график движения поездов составляется так, чтобы в пунктах пересадки пассажиры затрачивали на ожидание поезда минимум времени. В графике движения пассажирские поезда намечаются в те часы суток и в таком количестве, которое определяется мощностью пассажирского потока. Расписание пригородных поездов составляется с учетом времени начала и конца работы на предприятиях и в учреждениях, работники которых пользуются пригородными поездами. Расписания дальних пассажирских поездов назначаются таким образом, чтобы отправление их из крупных центров производилось преимущественно в вечерние часы, а прибытие их в эти центры — в утренние часы.
В пунктах формирования и оборота поездов и включения в них вагонов прием заказов и предварительная продажа билетов прекращаются за 24 часа до отправления поезда. 
На станциях формирования и оборота местных и дальних поездов и включения в них вагонов в суточных кассах билеты продаются за 24 часа до отправления поезда, а на промежуточных станциях, через которые следуют транзитные поезда, продажа билетов начинается с момента получения сведений о наличии свободных мест в поезде, но не позднее чем за один час до прибытия поезда. 
Пассажир считается застрахованным на всем пути следования, включая остановки поезда, следующего в, и пункты пересадки транзитных пассажиров, вызванные условиями сообщения. В этом случае договор перевозки пассажира сохраняет силу, приостанавливается лишь его исполнение. Соответственно сохраняет силу и договор страхования — пассажир остается застрахованным от несчастных случаев в пути.
Для проводников, истопников вагонов, багажных раздатчиков и смазчиков, обслуживающих в две смены поезда прямого сообщения и вагоны, в виде исключения, время нахождения в пути в оборудованных отделениях вагона (купе) в свободное от дежурства время считается отдыхом и засчитывается в счет нормального отдыха.
Билет предъявляется начальнику вокзала, дежурному по вокзалу или начальнику станции в течение 24 часов пассажиром, следовавшим в пути следования, в течение 4 часов с момента прибытия на станцию поезда, в котором он приехал.
Транзитные поезда могут проходить станцию: без смены локомотивов с набором или без набора воды; без смены локомотива с набором воды и чисткой топки; со сменой локомотива; с отцепкой и прицепкой вагонов и с переменой головной части поезда на хвостовую при изменении направления движения.
Для наиболее полного удовлетворения запросов населения составляют план пассажирских перевозок. При расчете пассажирских перевозок учитывают также их неравномерность в различное время года, загруженность поездов разных категорий, обеспечение, дальность поездок.
Установлен порядок продажи проездных билетов, в котором определён перечень лиц, которые пользуются правом преимущественного (внеочередного) приобретения билетов, имеющихся в продаже. Транзитные пассажиры пользуются преимущественным правом на получение имеющихся в продаже мест в поездах, следующих через железнодорожные узлы, где они должны сделать пересадку. В вагоны билеты продаются в первую очередь пассажирам, следующим до станций назначения этих вагонов или до станций, расположенных на участках, по которым следуют эти вагоны после отклонения от главных направлений. Для остальных пассажиров билеты в эти вагоны продаются только при наличии в них свободных мест.
Сроки годности проездных билетов зависят от того, каким пассажирам они проданы. Билеты, выданные пассажирам, следующим в беспересадочном сообщении, действительны только на время следования поезда или вагона беспересадочного сообщения, с которым пассажир следует до пункта назначения, в соответствии с компостером, наложенным на билете. Срок годности билетов, выданных транзитным пассажирам, указывается на самом билете. Он исчисляется с 0:00 часов.
Своевременное прибытие согласованных поездов имеет значение не только для транзитных пассажиров, но и для пассажиров, следующих в вагонах. При прибытии поезда, в составе которого находится вагон беспересадочного сообщения, после отправления согласованного с ним поезда, к которому должен быть переприцеплен этот вагон, он может быть прицеплен к другому поезду. Здесь нет необходимости в продлении срока годности билета, поскольку билет не является транзитным и действителен в течение всего времени следования вагона беспересадочного сообщения. В этом случае срок годности билета должен быть продлен, поскольку пассажир по существу становится транзитным. 